# Gare d’Olette – Canaveilles-les-Bains
Gare d'Olette - Canaveilles-les-Bains – stacja kolejowa w Olette, w departamencie Pireneje Wschodnie, w regionie Oksytania, we Francji. Jest zarządzana przez SNCF (budynek dworca) i przez RFF (infrastruktura). 
Została otwarta w 1910 przez Compagnie des chemins de fer du Midi et du Canal latéral à la Garonne. Jest obsługiwany przez pociągi TER Languedoc-Roussillon.

## Położenie
Przystanek znajduje się na Ligne de Cerdagne, w km 9,720, na wysokości 607 m n.p.m., pomiędzy stacjami Joncet i Nyers. 

## Linie kolejowe
- Ligne de Cerdagne